# إزرائيل كاسترو فرانكو
إزرائيل كاسترو فرانكو (بالإسبانية: Israel Castro Franco)‏ (11 أبريل 1975 بكوريتيبا في البرازيل - ) هو لاعب كرة قدم سلفادوري وبرازيلي في مركز الهجوم. شارك مع منتخب السلفادور لكرة القدم. أما مع النوادي، فقد لعب مع أتلتيكو باراناينسي وAssociação Atlética Portuguesa (RJ) ‏ وسان سلفادور ‏ وأونسي مونيسيبال ‏ وA.D. Chalatenango ‏ وإمورتال دسبورتيفو ‏ ونادي لويس أنخيل فيربو وأتلتيكو يوفنتوس وToledo Esporte Clube ‏.

## وصلات خارجية
- إزرائيل كاسترو فرانكو على موقع الاتحاد الدولي (مؤرشف)  (الإنجليزية)
- إزرائيل كاسترو فرانكو على موقع قاعدة بيانات كرة القدم.إي يو (الإنجليزية)
- إزرائيل كاسترو فرانكو على موقع قاعدة بيانات كرة القدم.إي يو (الإنجليزية)
- إزرائيل كاسترو فرانكو على موقع ناشيونال فوتبول تيمز (الإنجليزية)